# Prisão domiciliar
Prisão domiciliar(pt-BR) ou prisão domiciliária(pt-PT?) é a detenção de alguém em uma residência, no caso de problemas de saúde, quando o presídio não dispõe do sistema médico, ou por decisões judiciais. Pode ser aplicada como medida de prevenção, sob benefício do presidiário: No ambiente judicial, quando o réu fica proibido de sair da sua residência até ser julgado, ou após seu julgamento, ou então como medida de pena, em casos já julgados, após ter cumprido parcialmente essa pena em cadeia. Chama-se prisão domiciliar a permanência total do preso em sua residência, ou seja, vinte e quatro horas diárias, durante a pena estabelecida.
Enquanto a prisão domiciliar pode ser aplicada a casos criminais comuns, quando a pena em cadeia não parece uma medida adequada, o termo é frequentemente aplicado para o uso de confinamento em casa como medida de repressão por parte de governos autoritários contra dissidentes políticos. Nesse caso, normalmente, a pessoa sob detenção domiciliária não tem acesso aos meios de comunicação.
O não cumprimento das condições impostas para o benefício constitui falta grave, podendo ocasionar a perda do benefício e a expedição de Mandado de prisão. A manutenção do benefício depende do seu comportamento.